# Sidebar
Sidebar (często również Fiszka) – boczny panel charakterystyczny dla przeglądarek Mozilla Application Suite, Firefox oraz Opera.
W przypadku Mozilli pojawiał się on w lewym boku po przyciśnięciu klawisza F9.
Standardowymi opcjami są:
- Historia – pokazuje odwiedzone w ostatnim czasie witryny
- Zakładki – strony dodane do zakładek (ulubionych)
- Wyszukiwarka – wpisując odpowiednie hasło, można przeszukać Internet w wybranej przez nas wyszukiwarce

Oprócz tego istnieje możliwość dodawania specjalnych paneli, które będą wyświetlać treść z danej strony, tzn. że bez wchodzenia na daną witryną będzie można przejrzeć najnowsze informacje zawarte na niej.
W przyszłych wersjach Mozilli planowane jest również dodanie możliwości czytania wiadomości w formacie RSS. (możliwe jest to również w obecnych wersjach, lecz po doinstalowaniu specjalnego modułu), opcja ta jest już dostępna w Firefoksie.
W przypadku Opery fiszka zawiera:
- Zakładki
- Widżety
- Notatki
- Tranfery
- Historię
- Odnośniki

I podobnie jak w Mozilli istnieje możliwość dodawania własnych bądź serwisowych sidebarów.
Również od wersji 3.x przeglądarka internetowa Konqueror oferuje możliwość przeglądania sidebarów.
Wszystkie sidebary dla Mozilli działają również w tej przeglądarce.